# Ach (Interjektion)
Ach ist eine häufig vorkommende Interjektion der deutschen Sprache.

## Etymologie
Das Wort ist im 10. Jahrhundert nachgewiesen, es kommt ohne Änderung zur heutigen Variante so im Mittelhochdeutschen, im Althochdeutschen, im Mittelniederdeutschen und im Mittel- und im Neuniederländischen vor. Eine Verwandtschaft zu nichtgermanischen ähnlich klingenden Worten, etwa zum altirischen uch, och, ach (in der Bedeutung „ach, weh“) sowie zum altenglischen Verb acan („schmerzen“) ist nicht geklärt, jedoch gibt es durch deutsche Redewendungen wie Weh und Ach, sowie das modern-englische aching für „schmerzen“, deutliche Hinweise auf einen gemeinsamen Ursprung.

## Einordnung und Bedeutung
Ach ist eine sogenannte Symptominterjektion, d. h., man drückt mit ihr eine bestimmte Empfindung aus. Wie bei vielen Interjektionen ist eine genaue Bedeutung oft von der Intonation abhängig.
Ach ist oft ein Seufzer oder ein Ausruf des Schmerzes:
- Ach, Peter!
- Habe nun, ach, Philosophie, / Juristerei und Medizin / Und leider auch Theologie / Durchaus studiert, mit heißen Mühn! (Goethe, Faust I, Eingangsmonolog)

Mit ach! kann man auch Verwunderung (ach ja?, ach was!, ach so?), Fassungslosigkeit (ach du grüne Neune!) oder Desinteresse ausdrücken, oft wird die Interjektion auch ironisch verwendet.
Auch substantiviert findet die Interjektion Verwendung, etwa in all mein Weh und Ach (in der Bedeutung Schmerz) oder in Mit Ach und Krach (ursprünglich mit Ächzen und Krächzen).
Ächzen ist ein aus der Interjektion gebildetes Verb.

## Achin der Literatur
Berühmt ist der Ausruf „Ach!“
durch Alkmene am Ende von Heinrich von Kleists Lustspiel Amphitryon. Es drückt in dieser Szene aus, dass Alkmene gerade begriffen hat, dass der Mann, den sie für ihren Ehemann Amphitryon hielt, in Wahrheit gar nicht dieser war. Letztlich bleibt aber der Ausruf – wie für Kleist typisch – vielgestaltig und sein emotionaler Inhalt vielseitig interpretierbar.
Loriot hat in seinen Sketchen diese Interjektion oft in lakonischer Weise verwendet, um die Komik der Situation zu verstärken; sein Ausruf
Ach (was)! ist inzwischen Allgemeingut.
Ein Beispiel und eine Thematisierung des Wortes findet sich in Loriots Sketch „Herren im Bad“:
- Müller-Lüdenscheidt: Ich sitze gern mal ohne Wasser in der Wanne.
- Dr. Klöbner: Ach.
- Müller-Lüdenscheidt: Was heißt „ach“?
- Dr. Klöbner: Ach. Sie sagten, dass Sie gerne ohne Wasser in der Wanne sitzen und ich meinte „ach“.
- Müller-Lüdenscheidt: Aha.
- Dr. Klöbner: Ich hätte auch „aha“ sagen können. Aber ich wollte meiner Verwunderung darüber Ausdruck geben, dass Sie es vorziehen, ohne Wasser in der Wanne zu sitzen.